# Maxime Carabin
Maxime Carabin (Liegi, 18 settembre 2000) è un atleta paralimpico belga classificato T52 e specializzato nelle corse di velocità e mezzofondo.

## Biografia
Nel 2019 perde l'uso di entrambe le gambe e la funzionalità delle mani in seguito a un incidente durante una partita di pallamano. Appena un anno dopo, dopo aver provato la handbike e il nuoto paralimpico, si cimenta nell'atletica leggera paralimpica e in particolare nella corsa in carrozzina.
Nel 2023 fonda insieme alla famiglia l'associazione Wheeler Forever, che punta a promuovere e facilitare l'accesso all'atletica in carrozzina. Lo stesso anno veste per la prima volta la maglia della nazionale belga, partecipando ai campionati mondiali paralimpici di Parigi, dove conquista due medaglie d'oro nei 100 e 400 metri piani T52.
Nel 2024, dopo aver fatto registrare i nuovi record del mondo paralimpici nei 100, 200 e 400 metri piani T52, torna in pista ai campionati mondiali paralimpici di Kobe, conquistando il titolo di campione del mondo dei 100, 400 e 1500 metri piani T52. Sempre nel 2024 vince la medaglia d'oro nei 100 e nei 400 metri piani T52 alle Paralimpiadi di Parigi.

## Record nazionali
- 100 metri piani T52: 16"13  ( Bruxelles, 29 giugno 2024)
- 200 metri piani T52: 28"53  ( Sharjah, 5 febbraio 2024)
- 400 metri piani T52: 52"00  ( Sharjah, 6 febbraio 2024)

## Progressione
Statistiche ricavate da paralympic.org/athletics/rankings (al 22 agosto 2024).

### 100 metri piani T52
| Stagione | Tempo            | Luogo     | Data      | Rank. Mond. |
| -------- | ---------------- | --------- | --------- | ----------- |
| 2024     | 16"13 (+0,6 m/s) | Bruxelles | 29-6-2024 | 1º          |
| 2023     | 16"70 (+1,3 m/s) | Nottwil   | 27-5-2023 | 1º          |
| 2022     | 16"53 (+1,9 m/s) | Gand      | 26-6-2022 | 1º          |

### 200 metri piani T52
| Stagione | Tempo            | Luogo   | Data      | Rank. Mond. |
| -------- | ---------------- | ------- | --------- | ----------- |
| 2024     | 28"53 (-1,2 m/s) | Sharjah | 6-2-2024  | 1º          |
| 2023     | 29"90 (+0,7 m/s) | Nottwil | 25-5-2023 | 1º          |
| 2022     | 29"88 (+1,3 m/s) | Ninove  | 16-7-2022 | 1º          |

### 400 metri piani T52
| Stagione | Tempo   | Luogo   | Data      | Rank. Mond. |
| -------- | ------- | ------- | --------- | ----------- |
| 2024     | 52"00   | Sharjah | 6-2-2024  | 1º          |
| 2023     | 54"19   | Parigi  | 13-7-2023 | 1º          |
| 2022     | 1'00"57 | Gand    | 24-6-2022 | 3º          |

### 800 metri piani T52
| Stagione | Tempo   | Luogo     | Data      | Rank. Mond. |
| -------- | ------- | --------- | --------- | ----------- |
| 2023     | 1'59"11 | Bruxelles | 27-8-2023 | 1º          |

### 1500 metri piani T52
| Stagione | Tempo   | Luogo  | Data     | Rank. Mond. |
| -------- | ------- | ------ | -------- | ----------- |
| 2024     | 3'37"41 | Nimega | 7-4-2024 | 2º          |

## Palmarès
| Anno | Manifestazione                  | Sede   | Evento           | Risultato | Prestazione      | Note                  |
| ---- | ------------------------------- | ------ | ---------------- | --------- | ---------------- | --------------------- |
| 2023 | Campionati mondiali paralimpici | Parigi | 100 m piani T52  | Oro       | 16"90 (-0,4 m/s) |                       |
| 2023 | Campionati mondiali paralimpici | Parigi | 400 m piani T52  | Oro       | 54"19            | Record mondiale       |
| 2024 | Campionati mondiali paralimpici | Kōbe   | 100 m piani T52  | Oro       | 16"79 (-1,6 m/s) |                       |
| 2024 | Campionati mondiali paralimpici | Kōbe   | 400 m piani T52  | Oro       | 53"06            |                       |
| 2024 | Campionati mondiali paralimpici | Kōbe   | 1500 m piani T52 | Oro       | 3'38"35          | Record dei campionati |
| 2024 | Giochi paralimpici              | Parigi | 100 m piani T52  | Oro       | 16"70            |                       |
| 2024 | Giochi paralimpici              | Parigi | 400 m piani T52  | Oro       | 55"10            |                       |